# Billsta (Örnsköldsvik)
Billsta is een plaats in de gemeente Örnsköldsvik in het landschap Ångermanland en de provincie Västernorrlands län in Zweden. De plaats heeft 378 inwoners (2005) en een oppervlakte van 108 hectare. De plaats vlak bij de meren Själevadfjärden en Happstafjärden.

## Verkeer en vervoer
Bij de plaats loopt de Länsväg 348.